# PSV Eindhoven
A PSV Eindhoven holland labdarúgóklub. 1913. augusztus 31-én alapították. Az Ajax Amsterdam, és a Feyenoord mellett a legeredményesebb holland csapatnak számít. A holland örökranglistán a második helyen áll az Ajax (36-szoros holland bajnok) után, és a Feyenoord (15x-ös holland bajnok) előtt. A PSV legutoljára a 2023–2024-es holland bajnokságot (Eredivisie) nyerte meg, amivel 25-szörös holland bajnokká vált. A „Philips-gyáriak” rendszeres résztvevői a Bajnokok Ligájának, aminek elődjét a BEK-et egyszer, 1988-ban nyerték meg. UEFA-kupa-győzelemnek is egyszer, 1978-ban örülhettek. Olyan klasszis futballisták játszottak a csapatban, mint Ruud Gullit, Ronald Koeman, Romário, Ronaldo, Jaap Stam, Ruud van Nistelrooy és Arjen Robben.
Székhelye a 35 000 férőhelyes Philips Stadion.

## Sikerlista
25-szeres holland bajnok: 1929, 1935, 1951, 1963, 1975, 1976, 1978, 1986, 1987, 1988, 1989, 1991, 1992, 1997, 2000, 2001, 2003, 2005, 2005–06, 2006–07, 2007–08, 2014–15, 2015–16, 2017–18, 2023–2024
11-szeres holland kupagyőztes: 1949–50, 1973–74, 1975–76, 1987–88, 1988–89, 1989–90, 1995–96, 2004–05, 2011–12, 2021–22, 2022–23
13-szoros holland Szuperkupa-győztes: 1992, 1996, 1997, 1998, 2000, 2001, 2003, 2008, 2012, 2015, 2016, 2021, 2022
1-szeres Bajnokok Ligája (BEK) győztes: 1988
1-szeres UEFA-kupa győztes: 1978
 1-szeres Teresa Herrera-kupa győztes:  1988

## Játékoskeret
Utolsó módosítás: 2025. február 4.
A vastaggal jelzett játékosok felnőtt válogatottsággal rendelkeznek.
A dőlttel jelzett játékosok kölcsönben szerepelnek a klubnál.
| Mezszám                | Név                                                | Nemzetiség               | Születési hely         | Születési idő (kor)            | Korábbi csapat                       | Érték (€)   | Szerződés lejárta |
| Kapusok                | Kapusok                                            | Kapusok                  | Kapusok                | Kapusok                        | Kapusok                              | Kapusok     | Kapusok           |
| ---------------------- | -------------------------------------------------- | ------------------------ | ---------------------- | ------------------------------ | ------------------------------------ | ----------- | ----------------- |
| 1                      | Walter Benítez                                     | ARG · FRA                | General San Martín     | 1993. január 19. (32 éves)     | OGC Nice                             | 12 000 000  | 2025.06.30.       |
| 16                     | Joël Drommel                                       | NED                      | Bussum                 | 1996. november 16. (28 éves)   | FC Twente                            | 2 000 000   | 2026.06.30.       |
| 24                     | Niek Schiks                                        | NED                      | Boxmeer                | 2004. február 3. (21 éves)     | Utánpótlásból került fel             | 250 000     | 2027.06.30.       |
| Védők                  |                                                    |                          |                        |                                |                                      |             |                   |
| 2                      | Rick Karsdorp                                      | NED                      | Schoonhoven            | 1995. február 11. (30 éves)    | AS Roma                              | 5 000 000   | 2025.06.30.       |
| 3                      | Tyrell Malacia (kölcsönben a Manchester Unitedtől) | NED                      | Rotterdam              | 1999. augusztus 17. (25 éves)  | Sablon:Zászlo Manchester United F.C. | 2025.06.30. |                   |
| 4                      | Armando Obispo                                     | NED · CUW                | Boxtel                 | 1999. március 5. (26 éves)     | Utánpótlásból került fel             | 3 500 000   | 2027.06.30.       |
| 8                      | Sergiño Dest                                       | USA · NED                | Almere                 | 2000. november 3. (24 éves)    | AC Milan                             | 22 000 000  | 2028.06.30.       |
| 17                     | Mauro Júnior                                       | BRA                      | São Paulo              | 1999. május 6. (25 éves)       | Utánpótlásból került fel             | 7 000 000   | 2025.06.30.       |
| 18                     | Olivier Boscagli                                   | FRA · Monaco             | Monaco                 | 1997. november 18. (27 éves)   | OGC Nice                             | 27 000 000  | 2025.06.30.       |
| 28                     | Tygo Land                                          | NED                      | Peize                  | 2006. január 11. (19 éves)     | Utánpótlásból került fel             | 3 000 000   | 2029.06.30.       |
| 32                     | Matteo Dams                                        | BEL                      | Brasschaat             | 2004. március 9. (21 éves)     | Utánpótlásból került fel             | 5 000 000   | 2025.06.30.       |
| 35                     | Fredrik Oppegard                                   | norvég                   | Oslo                   | 2002. augusztus 7. (22 éves)   | Utánpótlásból került fel             | 600 000     | 2025.06.30.       |
| 39                     | Adamo Nagalo                                       | Burkina Faso · CIV       | Adjamé                 | 2002. szeptember 22. (22 éves) | FC Nordsjælland                      | 7 000 000   | 2029.06.30.       |
| Középpályások          |                                                    |                          |                        |                                |                                      |             |                   |
| 5                      | Ivan Perišić                                       | CRO                      | Split                  | 1989. február 2. (36 éves)     | HNK Hajduk Split                     | 1 500 000   | 2025.06.30.       |
| 7                      | Malik Tillman                                      | USA · GER                | Nürnberg               | 2002. május 28. (22 éves)      | Rangers FC                           | 30 000 000  | 2028.06.30.       |
| 20                     | Guus Til                                           | NED                      | Samfya                 | 1997. december 22. (27 éves)   | FK Szpartak Moszkva                  | 12 000 000  | 2026.06.30.       |
| 23                     | Joey Veerman                                       | NED                      | Volendam               | 1998. november 19. (26 éves)   | SC Heerenveen                        | 38 000 000  | 2028.06.30.       |
| 26                     | Isaac Babadi                                       | NED · Sierra Leone       | Nijmegen               | 2005. április 5. (19 éves)     | Utánpótlásból került fel             | 4 000 000   | 2028.06.30.       |
| 34                     | Ismael Saibari                                     | Marokkó · spanyol        | Terrassa               | 2001. január 28. (24 éves)     | Utánpótlásból került fel             | 23 000 000  | 2029.06.30.       |
| 37                     | Richard Ledezma                                    | USA · MEX                | Phoenix                | 2000. szeptember 6. (24 éves)  | Utánpótlásból került fel             | 850 000     | 2024.06.30.       |
| Támadók                |                                                    |                          |                        |                                |                                      |             |                   |
| 9                      | Luuk de Jong                                       | NED                      | Aigle                  | 1990. augusztus 27. (34 éves)  | Sevilla FC                           | 3 000 000   | 2025.06.30.       |
| 10                     | Noa Lang                                           | ENG · Suriname           | Capelle aan den IJssel | 1999. június 17. (25 éves)     | Club Brugge KV                       | 20 000 000  | 2028.06.30.       |
| 11                     | Johan Bakayoko                                     | belga · Elefántcsontpart | Overijse               | 2003. április 20. (21 éves)    | Utánpótlásból került fel             | 40 000 000  | 2026.06.30.       |
| 14                     | Ricardo Pepi                                       | USA · MEX                | El Paso                | 2003. január 9. (22 éves)      | FC Augsburg                          | 18 000 000  | 2028.06.30.       |
| 21                     | Szúhajb Drijús                                     | MAR · NED                | IJmuiden               | 2002. április 17. (22 éves)    | Excelsior Rotterdam                  | 5 000 000   | 2029.06.30.       |
| 27                     | Hirving Lozano                                     | MEX                      | Mexikóváros            | 1995. július 30. (29 éves)     | SSC Napoli                           | 12 000 000  | 2024.12.31        |
|                        | Fodé Fofana                                        | NED                      | São Mateus             | 2002. október 26. (22 éves)    | SBV Vitesse                          | 275 000     | 2025.06.30.       |
| Kölcsönadott játékosok |                                                    |                          |                        |                                |                                      |             |                   |
| Név                    | Poszt                                              | Nemzetiség               | Születési hely         | Születési idő (kor)            | Kölcsönben itt                       | Érték (€)   | Kölcsön lejárta   |
| Kjell Peersman         | kapus                                              | BEL                      | Wilrijk                | 1999. január 9. (26 éves)      | Lierse Kempenzonen                   | 400 000     | 2025.06.30.       |

## A 2006-2007-es bajnoki cím
A PSV szinte az egész szezonban jól szerepelt, nem úgy, mint például a nagy riválisok így az Ajax, vagy a Feyenoord, így hamar több, mint tíz pontos előnyre tett szert az eindhoveni gárda, bár az előnyük  elolvadt a bajnokság végére, szoros küzdelemben nyerték az Eredivisie-t és a legjobban az AZ Alkmaar szorongotta meg. A végjátékban 5-1-re győzött a PSV, az AZ kikapott, és az Ajax az elért 2-0-s győzelmével nem előzte meg a PSV-t gólkülönbsége miatt, a Feyenoord pedig rossz szezont produkálva nem szólt bele az első három csatájába, pedig az utolsó fordulóig nyílt volt a küzdelem.